# ミタリ急行
ミタリ急行（英語: Mitali Express、ベンガル語: মিতালী এক্সপ্রেস）は、インドとバングラデシュの間を結ぶ国際急行列車で、2022年から営業運転を開始した。

## 概要
インドとバングラデシュを結ぶ国際列車には、コルカタとダッカを結ぶマイトリー急行、コルカタとクルナを結ぶバンダン急行が存在する。これに加え、バングラデシュ独立50周年およびバングラデシュの初代首相であったムジブル・ラフマンの生誕100周年を記念する形で、3番目の国際列車を運行する旨が、2021年にインドのナレンドラ・モディ首相とバングラデシュのシェイク・ハシナ首相によって発表された。ただし、新型コロナウイルス感染症（COVID-19）の影響により、実際の営業運転開始は1年後の2022年6月1日となった。列車愛称は4つの候補からチェイク・ハシナ首相が選ぶ形で決定されており、ベンガル語で「交友」を意味する。
インドの都市・シリグリにあるニュー・ジャルパイグリー・ジャンクション駅から国境駅であるチラハティ駅を経由し、バングラデシュの首都・ダッカに位置するダッカ・カントンメント駅までの間、合計524 kmを結ぶ。バングラデシュ方面は日曜日と水曜日、インド方面は月曜日と木曜日に運行する。
編成は10両編成で、うち2両は電源緩急車で、残りの8両は乗客が利用可能な客車となっている。また、座席車のうち4両は冷房1等寝台車（AC First Class）、4両は冷房座席車（AC Chair Car）である。牽引機関車は全区間ともディーゼル機関車である。